# Шагалово (Новосибірська область)
Шагалово (рос. Шагалово) — село у Коченевському районі Новосибірської області Російської Федерації.
Входить до складу муніципального утворення Шагаловська сільрада. Населення становить 739 осіб (2010).

## Історія
Згідно із законом від 2 червня 2004 року органом місцевого самоврядування є Шагаловська сільрада.

## Населення
| 2002 | 2007 | 2010 |
| ---- | ---- | ---- |
| 795  | ↗844 | ↘739 |